# Ложиця

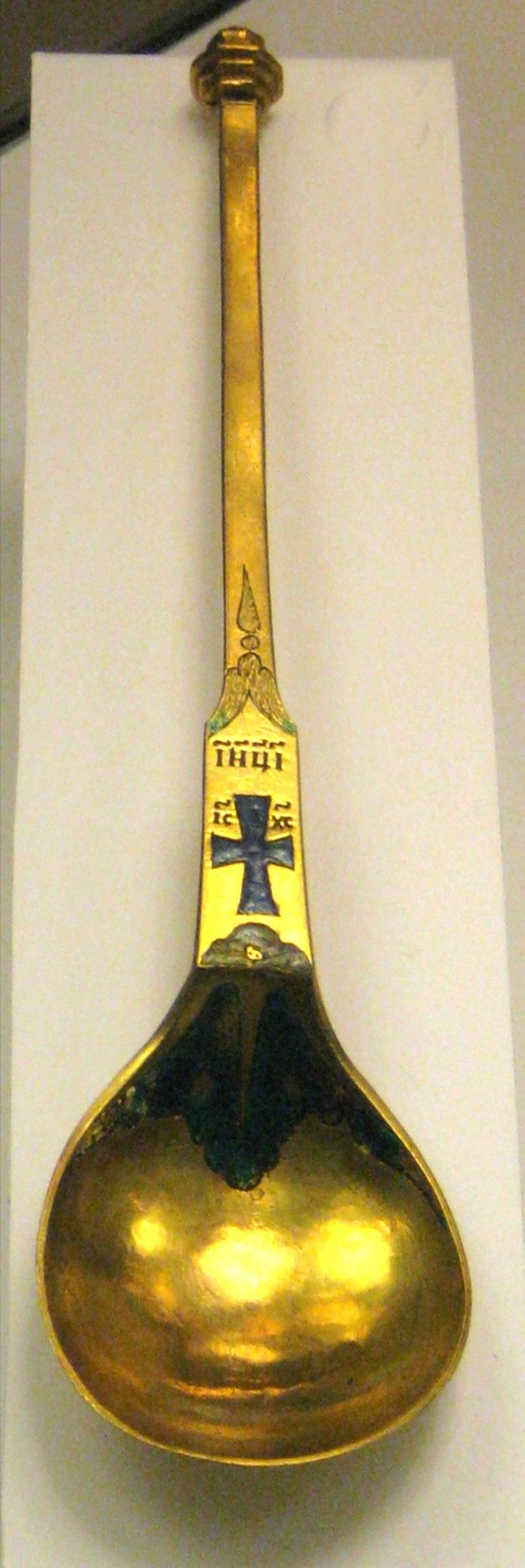
Ложиця. XVII- початок XVIII ст. Україна. Історичний музей, Москва

Ложи́ця, заст. лжи́ця, лави́да (церк.-слов. лжица, грец. λαβίδα) — літургійний предмет, який вживається у грецькому та греко-католицькому обряді для причащання мирян. Являє собою металеву (золоту, позолочену срібляну або олов'яну) ложку з хрестом на кінці ручки. Ложиця символізує кліщі з вуглиною у руці Серафима, якими він торкнувся вуст пророка Ісаї, очистивши їх: «…І прилетів до мене один з Серафимів, а в руці його вугілля розпалене, яке він узяв щипцями з-над жертовника…» (Іс. 6). Про це нагадує і її назва грец. λαβίδα, досл. «кліщі». Окрім того, ложиця означає також посередництво Церкви в окормленні вірян. Впровадження ложиці до ужитку у Православній Літургії традиційно приписують Івану Золотоустому.
У Давніх Церквах ложиць не було. У пам'ять про Тайну Вечерю, де Ісус роздав учням хліб та вино, і священики і миряни перших століть християнства приймали Святі Дари окремо. Священик роздавав частинки Агнця прямо у руки мирянам — чоловікам безпосередньо у долоні, жінкам — у хустки. Потім причасники відпивали Божественної Крові з потира. Кліщі Серафима з вуглинкою тут символізувала сама рука священика, якою він підносив частинку до уст причасника. Починаючи з V—IX ст. ложиці вводять до грецького обряду. Як доповідає легенда, під час архієрейства Івана Златоуста одна з жінок, прийнявши частинку Тіла Господня, віднесла її додому — щоб використати для чаклування. Дізнавшись про це, Іван Златоуст розпорядився припинити роздавати мирянам Святі Дари окремо та постановив уживання ложиці. Проте, підтверджень тому немає: не збереглося письмових свідчень, а знайдені артефакти не дозволяють однозначно ідентифікувати їх як ложки для причащання. На думку протопресвітера Івана (Меєндорфа), ложиці стали використовувати тільки з VII ст., також стверджують, що ложиці уперше згадуються у документах Двократного собору у Костантинополі (861 рік).
За допомогою ложиці священик роздає частинки Тіла Христового, змішаного з вином (Кров'ю). Причастя мирян означає прийняття Тіла Христа після його Воскресіння (обагрене Кров'ю), чим відрізняється від Причастя священослужителів, які приймають Тіло окремо — подібно апостолам на Тайній Вечері.